# Хутора (Курганская область)
Хутора — село в Лебяжьевском районе Курганской области России.
Административный центр и единственный населённый пункт сельского поселения Хуторской сельсовет.

## География
Село Хутора расположено в восточной части Курганской области. Находится в 4 км к востоку от солёного озера Калмацкого и северо-западнее озера Большой Невидим. Средняя высота над уровнем моря — 142 метра. Ближайшие населённые пункты — деревня Александровка и село Булдак.

## История
Село возникло в 1784 году под названием Куторы. Известно имя основателя — государственного крестьянина Е. Т. Ярославцева, родом из деревни Лопатки. В 1795 году в Хуторах числилось уже 34 жителя мужского пола. Село относилось к Саламатовской волости.

## Население
| 1869 | 1912 | 1926 | 1989 | 2002 | 2010 | 2012 |
| ---- | ---- | ---- | ---- | ---- | ---- | ---- |
| 341  | ↗517 | ↗703 | ↘533 | →533 | ↘447 | ↘424 |
| 2013 | 2014 | 2015 | 2016 | 2017 | 2018 | 2019 |
| ↘408 | ↘391 | ↘381 | ↘366 | ↘360 | ↘347 | →347 |
| 2020 |      |      |      |      |      |      |
| ↘344 |      |      |      |      |      |      |

По данным переписи населения 2010 года в селе проживало 447 человек (221 мужчина и 226 женщин).
Национальный состав
Преобладают русские. Проживают также казахи

## Инфраструктура
В селе имеются средняя школа, детский сад, дом культуры, библиотека, медпункт, почта, столовая, магазин. Действует водопровод.
Из Хуторов в Курган через Лебяжье ходит маршрутный автобус.
Основное предприятие — ЗАО «Колхоз Новый Путь».
Озёра богаты рыбой, в лесах водится дичь. Однако есть экологические проблемы: на территории села находится захоронение пестицидов и агрохимикатов (240 т). Жители Хуторов ратуют за их утилизацию.